# Kamel Ghilas
Kamel Fathi Ghilas (Marsiglia, 9 marzo 1984) è un ex calciatore algerino, di ruolo attaccante.

## Biografia
Nato in Francia da una famiglia di origini algerine, suo fratello minore Nabil (1990) e suo nipote Darik (2001) sono anch'essi calciatori.